# Station McMurdo
Station McMurdo (Engels: McMurdo Station) is een Amerikaans onderzoeksstation op Antarctica.
Het is gelegen op het zuidelijkste puntje van het eiland Ross, op de kust van McMurdo Sound, 3500 kilometer ten zuiden van Nieuw-Zeeland. Het station is een logistieke doorvoerhaven voor het halve eiland, onderhouden door Raytheon Polar Services (een dochteronderneming van Raytheon). Personeel en vracht onderweg naar en van het Zuidpoolstation Amundsen-Scott passeert eerst McMurdo. Het station ligt in het Nieuw-Zeelandse deel van Antarctica, geclaimd in 1923 in de Ross Dependency.
Het station werd opgericht in 1956, onder de naam Naval Air Facility McMurdo, en is Antarctica's grootste nederzetting. De volgende voorzieningen zijn aanwezig: een haven, 3 vliegvelden (waarvan 2 seizoensgebonden), een heliport en meer dan 100 gebouwen. Hoofddoel van de werkzaamheden die hier verricht worden is wetenschappelijk, maar de bewoners (1000 in de zomer, minder dan 200 in de winter) verwerken ook de vracht om de veldkampen te ondersteunen.
Station McMurdo ligt ongeveer 5 kilometer van de Nieuw-Zeelandse Basis Scott. 